# 麻疹病毒
麻疹病毒，属副黏液病毒科，呈球形，直径只有100～250纳米。在外界环境中抵抗力不算强，对干燥、日光、高温和一般消毒剂都没有抵抗力。在阳光下或空气流通环境中半小时就失去活力；在室温下仅存活2小时，56℃时30分钟即被破坏。能耐寒不怕冻，4℃可存活5个月，零下15℃能存活5年。所以总是冬春季节出来发作。

## 简介
麻疹病毒（measles virus）是麻疹的病原体，分类上属于副黏液病毒科麻疹病毒属。麻疹是儿童常见的一种急性传染病，其传染性很强，以皮丘疹、发热及呼吸道症状为特征。若无并发症，愈后良好。不同国家的麻疹病毒的基因型互不相同，所产生的疫情也存在很大差异，在2000年美国和澳大利亚的麻疹已经得到有效控制，但在发展中国家仍是儿童死亡的一个主要原因。在天花灭绝后，WHO已将麻疹列为计划消灭的传染病之一。另外发现亚急性硬化性全脑炎（subacute sclerosing panencephalitits，SSPE）与麻疹病毒有关。

## 生物学性状
麻疹病毒为球形或丝形，直径约120nm～250nm，核心为单负链RNA，不分节段，基因组全长约16kb，基因组有N、P、M、F、H、L 6个基因，分别编码6个结构和功能蛋白：核蛋白（nucleoprotein，NP）、磷酸化蛋白（phosphoprotein，P）、M蛋白（membrane protein，M）、融合蛋白（fusion protein，F）、血凝素蛋白（hemagglutinin，H）和依赖RNA的RNA聚合酶（large polymerase，L）。核衣壳呈螺旋对称，外有包膜，表面有两种刺突，即HA和溶血素（haemolyxin，HL），它们的成分都是糖蛋白，但性质各异。
HA只能凝集猴红细胞，还能与宿主细胞受体吸附。HL具有溶血和使细胞发生融合形成多核巨细胞的作用。HA和HL均有抗原性，产生的相应抗体具有保护作用。麻疹病毒包膜上无神经氨酸酶。
麻疹病毒只有一个血清型，但自上世纪80年代以来，各国都有关于麻疹病毒抗原性变异的报道。核苷酸序列分析表明，麻疹病毒存在着基因漂移。